# Canto congregacional
O canto congregacional (ou música congregacional) é um tipo de canção comunitária utilizada durante o culto cristão protestante.
Nas Igrejas de tradição reformada, os cantos congregacionais são compostos a partir do texto bíblico, especialmente do livro dos Salmos.